# На берегу Рио-Пьедра села я и заплакала
«На берегу Рио-Пьедра села я и заплакала» (порт. Na Margem do Rio Piedra Eu Sentei e Chorei) — роман 1994 года писателя Пауло Коэльо.
«…Любящему покоряется мир и неведом страх потери. Истинная любовь — это когда отдаёшь себя всего без остатка… Рано или поздно каждому из нас придётся преодолеть свои страхи — ибо духовная стезя пролегает через повседневный опыт любви».' «На берегу Рио-Пьедра села я и заплакала…» — первый роман трилогии «В день седьмой», куда входят также «Вероника решает умереть» и «Дьявол и сеньорита Прим». Это роман о любви, о том, что она — главное в нашей жизни и через неё можно точно так же прийти к Богу, как и через служение Ему в роли монаха-чудотворца. А ещё о том, что рано или поздно каждому из нас приходится преодолевать свои страхи и делать выбор.
На русский язык роман перевёл Александр Богдановский.

## Сюжет
Роман рассказывает о девушке Пилар, которая изливает сердце на бумаге, сидя у реки Пьедра. Вспоминает то, что она испытала одной зимней неделей. Все началось с обычного приглашения от друга её детства посетить его лекцию. Тот человек был её детской любовью. Пилар приглашение приняла, и с ней стали происходить странные вещи. Друг предложил ей поехать с ним во Францию в канун праздников Непорочного Зачатия.
В детстве они были неразлучной парой. Затем их пути разошлись: он решил открывать для себя мир, она начала изучать право, чтобы заполучить хорошую работу и поселиться в соседнем городке. В течение этих лет они обменялись лишь парой писем, и сейчас впервые должны были встретиться. Пилар от встречи ничего не ожидала, но тем не менее очень её ждала. Она думала, что послушает лекцию, поболтает с другом и вечером пойдёт домой, так как у неё был экзамен и она хотела к нему подготовиться. Реальность оказалась другой. После лекции они отправились в совместную поездку во Францию. По пути она начала превращаться из женщины, которая уверенно идёт по жизни, в женщину, желающую рисковать за любовь, которую она увидела в его глазах. Затем она узнала, что его миссия — лечить людей и распространять веру в Великую Мать. Он был первым, кто хотел распространять эту веру с помощью лекций на весь мир, но это было сопряжено с известным риском, потому что люди смеялись над ними и не воспринимали его серьёзно.
Он отправился в этот путь, чтобы встретиться с Пилар и после этого принять решение: стоит ли ему остаться с ней или окончательно встать на духовный путь. В конечном итоге он сделал выбор в пользу Пилар, вернув Матери-Земле свой дар целительства. Но Пилар, в свою очередь, решила, что оставит своё распланированное и почти гарантированное будущее и объединится с ним, чтобы вместе распространять веру. Однако узнав, что он отказался от своего дара ради неё, уходит к близлежащей реке, садится и плачет. На ней только тонкая рубашка и ей холодно. Молодой человек отправляется на поиски в её родную деревню. Пилар находит сторож из близлежащего монастыря — замёрзшей и почти мёртвой. В монастыре одна из монахинь, пытаясь её успокоить, рассказывает, что лучший способ пережить горе — изложить его на бумаге и бросить в реку Пьедра.
В эпилоге Пилар сидит на берегу реки и пишет, слышит шаги и сердцем чувствует, что это он. Вернулся и решил вместе с ней идти путём распространения веры.